# Fritz (Software)
Fritz (Eigenschreibweise FRITZ!) ist ein Programmpaket vom  gleichnamigen Elektronikhersteller zur Kommunikation mittels ISDN und Personal Computer.
Fritz! lag der AVM Fritz!Card und Fritz!x bei, einer Kombination aus kleiner Telefonanlage und ISDN-PC-Adapter.
Die Software ist nicht auf Hardware ihres Herstellers beschränkt und wurde auch ohne jede Hardware vertrieben und lizenziert. Ihre Schnittstelle ist das Common ISDN Application Programming Interface.
Fritz! besteht aus vier Modulen:
- Fritz!data zum Datentransfer
- Fritz!fax zum Faxen
- Fritz!fon zum Telefonieren
- Fritz!web zur Einwahl ins Internet